# Lakeside (Colorado)
Lakeside es un pueblo situado en el condado de Jefferson, Colorado, Estados Unidos. Tiene una población estimada, a mediados de 2022, de 17 habitantes.

## Historia
El 30 de mayo de 1908 se inauguró en la zona el parque de atracciones Lakeside Amusement Park. Menos de un año después, se fundó el pueblo de Lakewook.
Tanto el parque como el pueblo fueron fundados por una compañía presidida por un empresario llamado Adolph Zang. El lugar fue elegido por estar a poca distancia de la ciudad de Denver pero fuera de sus límites, por lo que no regían allí las leyes de prohibición de venta de alcohol.
El parque se mantiene abierto hasta el día de hoy y es uno de los más antiguos de los Estados Unidos.

## Geografía
La localidad está ubicada en las coordenadas 39°46′45″N 105°03′28″O / 39.77917, -105.05778 (39.779075, -105.057825).

## Demografía
Según la estimación 2018-2022 de la Oficina del Censo, los ingresos medios de los hogares de la localidad son de $34,375. Alrededor del 28.6% de la población está por debajo de la línea de pobreza.